# Природно-заповідний фонд Кобеляцького району
Природно-заповідний фонд Кобеляцького району становить 10 об'єктів ПЗФ (8 заказників, 1 регіональний ландшафтний парк, 1 заповідне урочище). З них 1 — загальнодержавного значення (Лучківський ландшафтний заказник). Загальна площа ПЗФ — 25151,6 га.

## Території та об'єкти

### Регіональний ландшафтний парк
| Назва об'єкта         | Тип, категорія, значення                         | Рік створення | Площа (га) | Місцезнаходження | Зображення |
| --------------------- | ------------------------------------------------ | ------------- | ---------- | --- | ---------- |
| «Нижньоворсклянський» | Регіональний ландшафтний парк місцевого значення | 2002          | 23200      | Долина р. Ворскла з острівною системою в Кам'янському водосховищі (між селами Правобережна та Лівобережна Сокілки, Вільховатка, Орлик, Придніпрянське, Лучки, Світлогірське), ДП «Кременчуцький лісгосп», Кишенське лісництво, кв. 6-18, 32-65, 68, 70; Новоорлицьке лісництво, кв. 1, 3-10, 12-16, 19-34, 44, 35 (вид. 15-21, 23) |            |

### Заказники
| Назва об'єкта    | Тип, категорія, значення                         | Рік створення | Площа (га) | Місцезнаходження                                                   | Зображення |
| ---------------- | ------------------------------------------------ | ------------- | ---------- | ------------------------------------------------------------------ | ---------- |
| «Глинський»      | Заказник гідрологічний місцевого значення        | 1995          | 276,6      | с. Красне                                                          |            |
| «Драбинівка»     | Заказник ботанічний місцевого значення           | 1994          | 55         | с. Драбинівка                                                      |            |
| «Жукове»         | Заказник ландшафтний місцевого значення          | 1994          | 100        | с. Сухинівка                                                       |            |
| «Лучківський»    | Заказник ландшафтний загальнодержавного значення | 1996          | 1620       | с. Лучки, Кишенське лісництво, кв. 6-14, 68, 70                    |            |
| «Перегонівський» | Заказник ландшафтний місцевого значення          | 1994          | 150        | с. Перегонівка                                                     |            |
| «Ревущине»       | Заказник ландшафтний місцевого значення          | 1999          | 616        | с. Ревущине                                                        |            |
| «Ситникове»      | Заказник гідрологічний місцевого значення        | 1982          | 300        | с. Іванівка                                                        |            |
| «Шарівка»        | Заказник ландшафтний місцевого значення          | 1993          | 254        | між с. Кунівка і м. Кобеляки, Кобеляцьке лісництво, кв. 30-36, 103 |            |

### Заповідне урочище
| Назва об'єкта | Тип, категорія, значення             | Рік створення | Площа (га) | Місцезнаходження                        | Зображення |
| ------------- | ------------------------------------ | ------------- | ---------- | --------------------------------------- | ---------- |
| «Шкурине»     | Заповідне урочище місцевого значення | 1992          | 200        | Між селами Деменки, Василівка, Проскури |            |